# بيتر رافاييل بلوخ
بيتر رافاييل بلوخ (بالإنجليزية: Peter Rafael Bloch)‏ هو صحفي ومؤرخ أمريكي، ولد في 19 أكتوبر 1921 في فرانكفورت في ألمانيا، وتوفي في 31 يوليو 2008 في نيويورك في الولايات المتحدة.